# Herbert Baumann
Herbert Baumann (16 settembre 1964) è un ex calciatore svizzero, di ruolo difensore.

## Carriera

### Nazionale
Ha collezionato 15 presenze con la nazionale svizzera.

## Statistiche

### Cronologia presenze e reti in nazionale
| Cronologia completa delle presenze e delle reti in nazionale ― Svizzera | Cronologia completa delle presenze e delle reti in nazionale ― Svizzera | Cronologia completa delle presenze e delle reti in nazionale ― Svizzera | Cronologia completa delle presenze e delle reti in nazionale ― Svizzera | Cronologia completa delle presenze e delle reti in nazionale ― Svizzera | Cronologia completa delle presenze e delle reti in nazionale ― Svizzera | Cronologia completa delle presenze e delle reti in nazionale ― Svizzera | Cronologia completa delle presenze e delle reti in nazionale ― Svizzera |
| Data                                                                    | Città                                                                   | In casa                                                                 | Risultato                                                               | Ospiti                                                                  | Competizione                                                            | Reti                                                                    | Note                                                                    |
| ----------------------------------------------------------------------- | ----------------------------------------------------------------------- | ----------------------------------------------------------------------- | ----------------------------------------------------------------------- | ----------------------------------------------------------------------- | ----------------------------------------------------------------------- | ----------------------------------------------------------------------- | ----------------------------------------------------------------------- |
| 21-6-1989                                                               | Basilea                                                                 | Svizzera                                                                | 1 – 0                                                                   | Brasile                                                                 | Amichevole                                                              | -                                                                       |                                                                         |
| 20-9-1989                                                               | Neuchâtel                                                               | Svizzera                                                                | 1 – 2                                                                   | Portogallo                                                              | Qual. Mondiali 1990                                                     | -                                                                       |                                                                         |
| 11-10-1989                                                              | Basilea                                                                 | Svizzera                                                                | 2 – 2                                                                   | Belgio                                                                  | Qual. Mondiali 1990                                                     | -                                                                       |                                                                         |
| 25-10-1989                                                              | Praga                                                                   | Cecoslovacchia                                                          | 3 – 0                                                                   | Svizzera                                                                | Qual. Mondiali 1990                                                     | -                                                                       |                                                                         |
| 15-11-1989                                                              | San Gallo                                                               | Svizzera                                                                | 2 – 1                                                                   | Lussemburgo                                                             | Qual. Mondiali 1990                                                     | -                                                                       |                                                                         |
| 13-12-1989                                                              | Santa Cruz de Tenerife                                                  | Spagna                                                                  | 2 – 1                                                                   | Svizzera                                                                | Amichevole                                                              | -                                                                       |                                                                         |
| 31-3-1990                                                               | Basilea                                                                 | Svizzera                                                                | 0 – 1                                                                   | Italia                                                                  | Amichevole                                                              | -                                                                       | 68’                                                                     |
| 3-4-1990                                                                | Losanna                                                                 | Svizzera                                                                | 2 – 1                                                                   | Romania                                                                 | Amichevole                                                              | -                                                                       |                                                                         |
| 8-5-1990                                                                | Berna                                                                   | Svizzera                                                                | 1 – 1                                                                   | Argentina                                                               | Amichevole                                                              | -                                                                       | 78’                                                                     |
| 2-6-1990                                                                | San Gallo                                                               | Svizzera                                                                | 2 – 1                                                                   | Stati Uniti                                                             | Amichevole                                                              | -                                                                       | 46’                                                                     |
| 21-8-1990                                                               | Vienna                                                                  | Austria                                                                 | 1 – 2                                                                   | Svizzera                                                                | Amichevole                                                              | -                                                                       | 87’                                                                     |
| 1-2-1991                                                                | Miami                                                                   | Stati Uniti                                                             | 0 – 1                                                                   | Svizzera                                                                | Miami Marlboro Cup 1991                                                 | -                                                                       |                                                                         |
| 3-2-1991                                                                | Miami                                                                   | Colombia                                                                | 2 – 3                                                                   | Svizzera                                                                | Miami Marlboro Cup 1991                                                 | -                                                                       | 46’                                                                     |
| 12-3-1991                                                               | Balzers                                                                 | Liechtenstein                                                           | 0 – 6                                                                   | Svizzera                                                                | Amichevole                                                              | -                                                                       |                                                                         |
| 9-10-1991                                                               | Lucerna                                                                 | Svizzera                                                                | 3 – 1                                                                   | Svezia                                                                  | Amichevole                                                              | -                                                                       | 36’                                                                     |
| Totale                                                                  |                                                                         | Presenze                                                                | 15                                                                      |                                                                         | Reti                                                                    | 0                                                                       |                                                                         |

## Palmarès

### Club

#### Competizioni nazionali
- Campionato svizzero: 1

Lucerna: 1988-1989
- Coppa Svizzera: 1

Lucerna: 1991-1992

#### Competizioni internazionali
- Coppa Piano Karl Rappan: 1

Lucerna: 1989, 1990